# Bukowieczko
Bukowieczko – jezioro w woj. wielkopolskim, w powiecie międzychodzkim, w gminie Sieraków, leżące na terenie Pojezierza Poznańskiego.

## Dane morfometryczne
Powierzchnia zwierciadła wody wynosi 5,2 ha lub 5,8 ha według pomiarów planimetrycznych.

## Hydronimia
Według urzędowego spisu opracowanego przez Komisję Nazw Miejscowości i Obiektów Fizjograficznych (KNMiOF) nazwa tego jeziora to Bukowieczko. W różnych publikacjach i na mapach topograficznych jezioro to występuje pod nazwą Bukowieczka.